# Carpetani

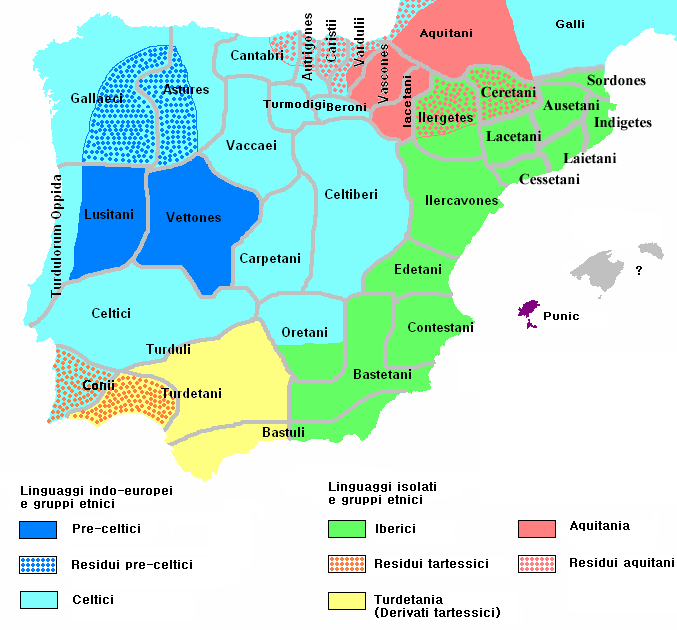
Popolazioni della penisola iberica attorno al 200 a.C.

Territorio dei carpetani sull'attuale divisione provinciale della Spagna

I Carpetani (o Carpesi secondo Polibio) erano una popolazione dell'antica Iberia, che viveva nel territorio che corrisponde all'attuale vecchia Castiglia, nella zona montana della Sierra de Guadarrama, nell'attuale regione attorno a Madrid ed all'alto corso del fiume Tago.

## Storia

### Il dominio cartaginese
Sono menzionati per la prima volta da Tito Livio e Polibio, in riferimento alla campagna di Annibale del 220 a.C. Si racconta, infatti, che gli abitanti vaccei di Hermantica, scampati alla sottomissione da parte del generale cartaginese, dopo essersi ricongiunti con il popolo degli Olcadi (sconfitto da Annibale l'anno precedente), riuscirono a convincere i Carpetani (o Carpesi) a tendere al generale cartaginese una trappola sulla via del ritorno, nei pressi del fiume Tago. Annibale riuscì, però, a battere i loro eserciti congiunti, composti da ben 100.000 armati (principalmente Carpetani), dopo essere riuscito ad evitare l'imboscata tesagli presso il fiume Tago. In un secondo momento, l'abilità d'Annibale prevalse su questi tre popoli, quando le forze nemiche che lo stavano attraversando per schierarsi in vista dell'imminente battaglia sulla riva opposta, carichi di armi e bagagli, furono pesantemente battuti e sottomessi al dominio cartaginese.
Di questa popolazione sappiamo che all'avvio della spedizione di Annibale in Italia, in 3.000 disertarono tra le file dell'esercito cartaginese, poco prima di raggiungere il fiume Rodano in Gallia, ormai diretti ai passi delle Alpi.

### Il dominio romano

Iberia nel 196 A.C.

Sappiamo che nel 193-191 a.C. vi fu la sottomissione di alcune delle tribù dei Celtiberi, tra cui gli Oretani, i Carpetani, i Vettoni ed i Vaccei da parte dei due governatori Gaio Flaminio e Marco Fulvio Nobiliore.